# Eetion (geslacht)
Eetion is een geslacht van vlinders uit de familie van de dikkopjes (Hesperiidae). De wetenschappelijke naam is voor het eerst geldig gepubliceerd in 1895 door Lionel de Nicéville. De Nicéville benoemde als eerste soort van dit geslacht Eetion elia, door Hewitson in 1866 Hesperia elia genoemd.